# Сухой Лог (месторождение)
Месторождение Сухо́й Лог — крупнейшее по запасам золоторудное месторождение в мире. Также на него приходится 28 % от всех запасов золота в России. По состоянию на январь 2016 года в пределах участка запасы недр оцениваются в 2700 т золота и 1530 т серебра.
Однако при больших суммарных запасах золота, концентрация его в руде низкая, что долго являлось главным препятствием для освоения этого месторождения. В январе 2017 года оно было передано в освоение компании «СЛ Золото».

## Географическое положение
Месторождение находится в центральной части Ленского золоторудного района (ЛЗР), в пределах Бодайбинского района Иркутской области. Расстояние до областного центра составляет 850 км, до Бодайбо — 137 км и до ближайшей ж.д. станции Таксимо (БАМ) — 357 км.

## История изучения и развития месторождения
Золоторудное месторождение Сухой Лог было открыто в 1961 году и интенсивно исследовалось в 1970-е годы.
Технологические исследования с целью обогащения руды велись начиная с 1960-х годов различными институтами: ЦНИГРИ, Иргиредмет, ВИМС, ВНИИХТ, Гинцветмет, МИСиС, КазМеханобр и др.
С июня 1986 года проведён комплекс подготовительных работ:
- ЛЭП напряжением 220 кВ Таксимо — Бодайбо связала Бодайбинский район с объединённой энергосистемой Сибири,
- начато строительство Тельмамской ГЭС мощностью 450 МВт,
- строительство круглогодичной дороги Таксимо — Бодайбо — Сухой Лог,
- реконструкция взлетно-посадочной полосы аэропорта в г. Бодайбо,
- непосредственно на месторождении были начаты работы нулевого цикла под золотоизвлекательную фабрику[8][10].

В 2007—2008 годах институтом ЦНИГРИ с привлечением подрядных организаций была проведена переоценка запасов месторождения. По его итогам Сухой Лог стал крупнейшим золоторудным месторождением России, подсчитанные специалистами института запасы составили 2956 т золота и 1541 т серебра. Также была предложена новая схема переработки руды: применение фотометрической сепарации в голове процесса и последующая гравитационная-флотационная схема.

Образцы с кварц-пиритной минерализацией. Месторождение Сухой Лог

В начале 1990-х годов лицензию на освоение месторождения получила компания «Лензолото», которая впоследствии была приобретена ПАО «Полюс». В 1998 году иркутским губернатором Борисом Говориным ранее выданная лицензия была отозвана. Впоследствии правительство РФ неоднократно пыталось продать Сухой Лог. В числе претендентов на его приобретение считались «Норильский никель», «Базовый элемент», АЛРОСА и другие.
Первоначально проведение государственного аукциона на право разработки месторождения Сухой Лог планировалось в конце 2016 года, но впоследствии он был перенесён на 2017 год. 26 января 2017 года аукцион выиграло ООО «СЛ Золото» — совместное предприятие госкорпорации «Ростех» и ПАО «Полюс». В 2020 году «Ростех» вышла из СП, «Полюс» продолжил осваивать месторождение самостоятельно, переименовав «СЛ Золото» в «Полюс Сухой Лог». В конце 2024 года «Полюс» сообщил, что капитальные затраты в освоение месторождения составят около 600 млрд руб., из них 155 млрд пойдут на строительство золотоизвлекающей фабрики (ЗИФ), 18 % от общей суммы будет потрачено на создание транспортной, энергетической, логистической и коммунальной инфраструктуры. Мощность новой ЗИФ Сухого Лога составит 34 млн т руды, и позволит добывать 2,3–2,8 млн унций золота в год. Фабрика будет состоять из двух линий в одном корпусе, первая будет запущена в 2028 году, вторая – в 2029.
Кроме этого крупнейшего месторождения выявлено ещё 5 близлежащих средних по запасам месторождений аналогичного прожилково-вкрапленного золото-кварц-сульфидного типа со сравнительно невысокими по мировым меркам содержаниями 2,5-3,5 г/т — Высочайшее, Западное, Вернинское, Чертово Корыто, Невское. Первые три уже разрабатываются, по двум последним ведутся работы по их освоению. «Полюс» планирует, что после запуска производства на Сухом Логе, Чертовом Корыте и Чульбаткане к 2030 году компания вдвое увеличит выпуск золота до 6 млн унций в год и выйдет по этому показателю с четвертого на второе место в мире.

## Геологическая характеристика
Месторождение располагается в пределах Маракано-Тунгуской синклинали в центральной части Бодайбинского синклинория. Золотое оруденение представлено рассланцованными углеродистыми метаалевросланцами с маломощными прослойками алевролитов и филлитов, содержащие рассеянные вкрапления, прожилки, гнезда, линзы, линзовидные и прожилковые вкрапления карбонатов и сульфидов, с которыми ассоциирует золото. На месторождении по условиям залегания, размерам, положению в пространстве и степени разведанности запасов выделены четыре участка: Сухоложский (88,6 % запасов), Центральный (0,9 % запасов), Северо-Западный (10,5 %) и Западный (разрабатывается в настоящее время). По геолого-генетическому типу данное месторождение относится к золото-сульфидно вкрапленно-прожилковым в черносланцевых комплексах.

### Морфология рудного тела
Рудное тело представлено пластообразной залежью, мощность которого колеблется в пределах от 15 м на флангах месторождения до 140 м в его центральной части и в среднем составляет около 70 м. Размеры рудного тела по простиранию около 3000 м, по падению 1100–1500 м. Выхода на дневную поверхность и естественных границ рудное тело не имеет. Внутри рудного тела встречаются участки слабозолотоносных пород, со средним содержанием золота менее 1 г/т, селективная отработка которых не представляется возможной. Вмещающие породы состоят из тонкослоистых черных сланцев и алевролитов.

### Технологический тип месторождения
Руды месторождения относятся к золото-сульфидно-кварцевому технологическому типу. Ранее проведенные исследования показали, что большая часть золота ассоциирована с сульфидными минералами, в основном с пиритом.
Содержание золота в руде изменяется в интервале 0,5–10 г/т и в среднем составляет 2,7 г/т. На фоне равномерной сульфидной минерализации (0,4–1,0 %) наблюдаются обогащенные участки, где содержание сульфидов повышается до 1,5–2,0 % и более. Мощность прожилков и других образований пирита находится в пределах от долей миллиметров до нескольких сантиметров. Содержание золота в пирите колеблется от первых граммов на тонну до нескольких сотен. Химический состав руд мало отличается от состава вмещающих пород.

## Предварительное обогащение
В 2006–2007 гг. выполнены укрупнённо-лабораторные исследования с применением фотометрической сепарации с целью переоценки запасов месторождения. В результате работ была предложена технология предварительного обогащения на основе фотометрической сепарации, которая позволила удалить до 50 % отвальных крупнокусковых хвостов с содержанием золота менее 0,5 г/т. При этом качество продукта поступающего на глубокое обогащение значительно повышается.

## Опытно-промышленная разработка
В январе 2024 года компания «Полюс» приступила к опытно-промышленной разработке месторождения, были вскрыты первые кубометры породы. Поскольку Сухоложская золотоизвлекательная фабрика (ЗИФ) к этому времени не была введена в эксплуатацию, руду с месторождения перерабатывали на Вернинской ЗИФ в семнадцати километрах от карьера. Первый слиток золота весом пятнадцать килограммов был получен в сентябре, к концу октября была произведена первая тонна золота, а к концу 2024 года - уже почти две тонны.